# Односи Републике Српске и Јужне Осетије
Односи Републике Српске и Јужне Осетије представљају спољне односе једног од два ентитета у Босни и Херцеговини, Републике Српске и Републике Јужне Осетије, дефакто независне државе на Кавказу, отцијепљене од Грузије. Република Српска и Јужна Осетија немају успостављена дипломатска, конзуларна или привредна представништва, а односи између ове двије политичке територије су регулисани потписивањем Меморандума о сарадњи у области економије, привреде, културе, образовања и спорта.

## Политички историјат
Република Српска је настала 9. јануара 1992. године као Република српског народа Босне и Херцеговине одлуком Скупштине српског народа у Босни и Херцеговини. Општим оквирним споразумом за мир у Босни и Херцеговини из 1995. године постала је међународно призната као ентитет Босне и Херцеговине.
У вријеме Совјетског Савеза, Јужна Осетија је имала статус аутономне области, а независност од Грузије је прогласила 1991. године. Уједињене нације, Европска унија, ОЕБС, НАТО и већина земаља свијета не признају Јужну Осетију као независну државу и сматрају је дијелом Грузије, иако власти Јужне Осетије у потпуности контролишу цјелокупну територију Јужне Осетије и фактички су потпуно независне од грузијских власти. Јужну Осетију је као независну државу до сада признало шест суверених држава, Русија, Никарагва, Науру, Венецуела, Тувалу и Сирија.

## Историјат односа
Први сусрет званичника Републике Српске и Републике Јужне Осетије десио се у Санкт Петербургу током јуна мјесеца 2017. године, када су се састали предсједник Републике Српске Милорад Додик и предсједник Јужне Осетије Анатолиј Бибилов.
Предсједник Јужне Осетије Анатолиј Бибилов, са делегацијом државног врха, током мјесеца јануара 2018. године боравио је у званичној посјети Републици Српској. У саставу делегације Јужне Осетије налазили су се и министар спољних послова Дмитриј Медојев, шеф администрације предсједника Игор Козајев и савјетник министра спољних послова Гела Валијев. У оквиру посјете, шеф државе Јужне Осетије учествовао је на прославама посвећеним обиљежавању Дана Републике Српске. Бибилов је одржао састанак и са предсједником Републике Српске Милорадом Додиком. У присуству предсједника потписан је и Меморандум о сарадњи између Републике Јужне Осетије и Републике Српске.
У периоду од 10-13. јануара 2018. године делегација Јужне Осетије на челу са предсједником Бибиловим, је боравила у службеној посјети Граду Источном Сарајеву.

## Поређење
|                 | Република Српска                                                                                                  | Јужна Осетија           |
| --------------- | --- | ----------------------- |
| Становништво    | 1.170.342 (2013)                                                                                                  | 51.547 (2013)           |
| Површина        | 25.053 km | 3.900 km                |
| Главни град     | Бања Лука (де факто) — 135.059 (180.053 шире подручје) Источно Сарајево (Сарајево де јуре) — 59.916 шире подручје | Цхинвали — 28.664       |
| Облик владавине | Парламентарна република                                                                                           | Парламентарна република |
| Званични језик  | Језик српског народа, језик бошњачког народа и језик хрватског народа                                             | Осетински, Руски        |